# 26250 Shaneludwig
26250 Shaneludwig è un asteroide della fascia principale. Scoperto nel 1998, presenta un'orbita caratterizzata da un semiasse maggiore pari a 2,3473992 UA e da un'eccentricità di 0,0758097, inclinata di 2,60635° rispetto all'eclittica.